# Tillandsia straminea
Tillandsia straminea là một loài thực vật có hoa trong họ Bromeliaceae. Loài này được Kunth miêu tả khoa học đầu tiên năm 1816.

## Hình ảnh

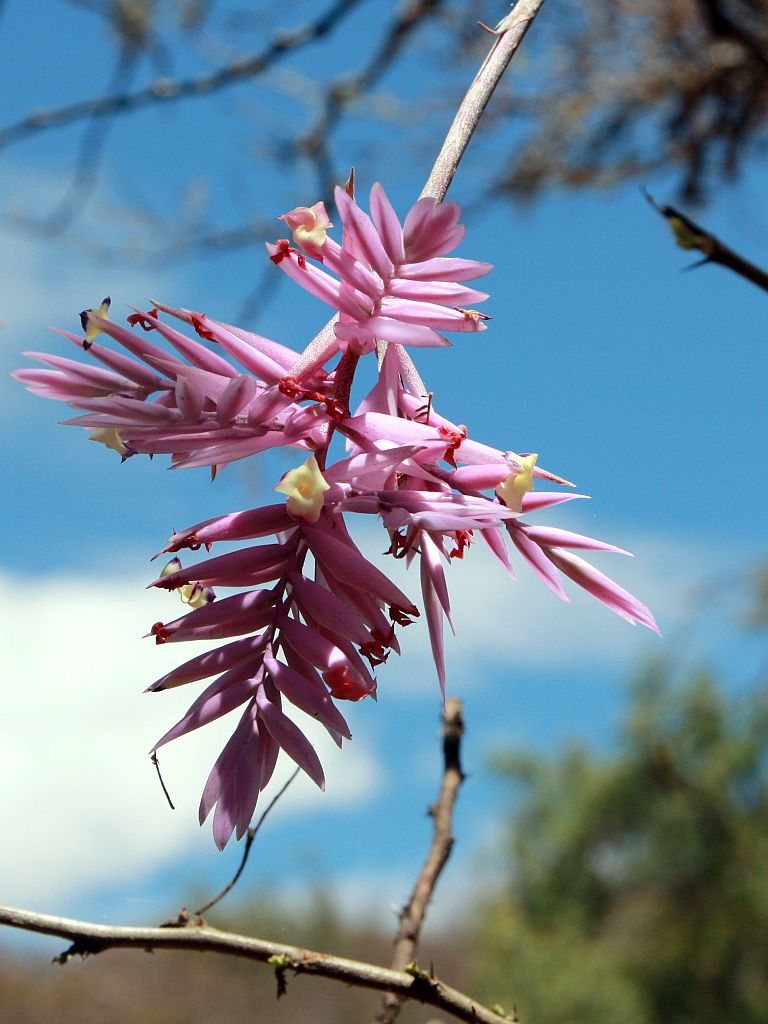